# Діермуїд (кратер)
Кратер Діермуїд (англ. Craters Diarmuid) — метеоритний кратер на Європі, супутнику Юпітера.

## Характеристики
Утворився на місці падіння на поверхню супутника Європа космічного метеорита, якого притягнув у свою орбіту масивний Юпітер. Внаслідок чого сформувався ударний кратер з діаметром 8,2 кілометра. Центр кратера знаходиться за координатами 61.3° пд. ш., та 102° зх. д.
Вперше про льодовий кратер довідалися в 2000 році, після дослідження поверхні супутника телескопами з Землі. Названий на ім'я ірландського парубка-воїна Діермуїд, сина бога смерті та зваблювача жінок у кельтській міфології.